# The Crunch Bird
The Crunch Bird é um filme de animação em curta-metragem estadunidense de 1971 dirigido e escrito por Ted Petok. Venceu o Oscar de melhor curta-metragem de animação na edição de 1971.